# Tegenaria elysii
Tegenaria elysii är en spindelart som beskrevs av Brignoli 1978. Tegenaria elysii ingår i släktet husspindlar, och familjen trattspindlar.
Artens utbredningsområde är Turkiet. Inga underarter finns listade i Catalogue of Life.